# Hummel
Hummel (njemački za bumbar) je samohodni top baziran na podvozju Geschützwagen III/IV, naoružan s 15 cm haubicom. Bila je u uporabi u njemačkoj vojsci tijekom Drugog svjetskog rata od 1942. do kraja rata.  Hummel samohodne haubice su sudjelovale u bitki kod Kurska gdje je bilo oko 100 Hummela. Do kraja rata je napravljeno 714 Hummela i 150 nosača streljiva.

## Vanjske poveznice
- Achtung Panzer! profile of the Hummel  Arhivirana inačica izvorne stranice od 7. ožujka 2007. (Wayback Machine)
- World War II Vehicles
- Surviving Panzer IV variants